# Касс (округ, Индиана)
Касс (англ. Cass County) — округ в штате Индиана, США. Официально образован в 1829 году. По состоянию на 2010 год, численность населения составляла 38 966 человека.

## География
По данным Бюро переписи США, общая площадь округа равняется 1 074,463 км2, из которых 1 067,495 км2 суша и 2,690 км2 или 0,650 % это водоёмы.

## Население
По данным переписи населения 2000 года в округе проживает 40 930 жителей в составе 15 715 домашних хозяйств и 10 921 семей. Плотность населения составляет 38,00 человек на км2. На территории округа насчитывается 16 620 жилых строений, при плотности застройки около 16,00-ти строений на км2. Расовый состав населения: белые — 93,70 %, афроамериканцы — 1,29 %, коренные американцы (индейцы) — 0,31 %, азиаты — 0,54 %, гавайцы — 0,04 %, представители других рас — 3,23 %, представители двух или более рас — 0,89 %. Испаноязычные составляли 7,10 % населения независимо от расы.
В составе 31,70 % из общего числа домашних хозяйств проживают дети в возрасте до 18 лет, 55,90 % домашних хозяйств представляют собой супружеские пары, проживающие вместе, 9,40 % домашних хозяйств представляют собой одиноких женщин без супруга, 30,50 % домашних хозяйств не имеют отношения к семьям, 25,90 % домашних хозяйств состоят из одного человека, 11,80 % домашних хозяйств состоят из престарелых (65 лет и старше), проживающих в одиночестве. Средний размер домашнего хозяйства составляет 2,53 человека, и средний размер семьи 3,01 человека.
Возрастной состав округа: 25,90 % моложе 18 лет, 8,70 % от 18 до 24, 28,40 % от 25 до 44, 22,60 % от 45 до 64 и 22,60 % от 65 и старше. Средний возраст жителя округа 37 лет. На каждые 100 женщин приходится 101,00 мужчин. На каждые 100 женщин старше 18 лет приходится 96,90 мужчин.
Средний доход на домохозяйство в округе составлял 39 193 USD, на семью — 46 506 USD. Среднестатистический заработок мужчины был 32 362 USD против 22 017 USD для женщины. Доход на душу населения составлял 18 892 USD. Около 4,70 % семей и 7,60 % общего населения находились ниже черты бедности, в том числе — 9,80 % молодежи (тех, кому ещё не исполнилось 18 лет) и 5,30 % тех, кому было уже больше 65 лет.